# Seedbox
Eine Seedbox ist ein Remote-Server mit hoher Bandbreite zum Hoch- und Herunterladen digitaler Dateien aus einem P2P-Netzwerk. Die Bandbreite reicht im Allgemeinen von 100 MBit/s bis 20 Gbit/s. Nachdem die Seedbox die Dateien erworben hat, können Personen, die Zugang zur Seedbox haben, die Dateien auf ihre PCs herunterladen.

## Funktion
Seedboxen verwenden in der Regel das BitTorrent-Protokoll, obwohl sie auch im eDonkey2000-Netz eingesetzt wurden. Seedboxen sind in der Regel an ein Hochgeschwindigkeitsnetz angeschlossen, oft mit einem Durchsatz von 100 Mbit/s oder sogar 1 Gbit/s. Einige Anbieter testen und bieten gemeinsam genutzte Server mit 10 Gbit/s an, während andere Systeme entwickeln, die es den Nutzern ermöglichen, ihren Bedarf im laufenden Betrieb zu skalieren. Sobald die Seedbox über eine vollständige Kopie der Dateien verfügt, können diese mit hoher Geschwindigkeit über die Protokolle HTTP, FTP, SFTP oder rsync auf den Computer des Nutzers heruntergeladen werden. Dies ermöglicht Anonymität und macht es in der Regel überflüssig, sich über das Freigabeverhältnis Gedanken zu machen. Teurere Seedboxen können VNC oder das Remote Desktop Protocol unterstützen, so dass viele gängige Clients aus der Ferne ausgeführt werden können. Andere Seedboxen sind zweckgebunden und führen eine Vielzahl torrentspezifischer Software aus, darunter Webschnittstellen beliebter Clients wie Transmission, RTorrent, Deluge und μTorrent sowie die TorrentFlux-Webschnittstellenclients. Clients wie Transmission bieten auch Unterstützung für mobile Schnittstellen.
Seedboxen in Hochgeschwindigkeitsnetzen sind in der Regel in der Lage, große Dateien innerhalb von Minuten herunterzuladen, vorausgesetzt, der Schwarm kann eine so hohe Upload-Bandbreite tatsächlich bewältigen. Seedboxen haben in der Regel Download- und Upload-Geschwindigkeiten von 100 Mbit/s. Das bedeutet, dass das Herunterladen einer 1 GB großen Datei in weniger als einer halben Minute abgeschlossen sein kann. Dieselbe 1-GB-Datei kann in der gleichen Zeit an andere Nutzern hochgeladen werden, so dass ein 1:1-Freigabeverhältnis für diese einzelne Datei entsteht. Die Fähigkeit, Dateien so schnell zu übertragen, macht sie für die P2P-Communities sehr attraktiv. Aufgrund der erwähnten hohen Geschwindigkeiten sind Seedboxen bei der Verwendung privater Torrent-Tracker sehr beliebt, bei denen es sehr wichtig sein kann, ein Freigabeverhältnis von über 1 aufrechtzuerhalten.
Seedboxen werden auch verwendet, um die Bandbreitendrosselung durch Internetanbieter zu umgehen oder um Gesetze wie das HADOPI-Gesetz in Frankreich zu umgehen.